# 베이징 지하철 19호선
베이징 지하철 19호선(중국어: 北京地铁19号线)은 중화인민공화국 베이징시에 건설된 지하철 노선이다.

## 같이 보기
- 베이징 지하철